# Мисс Сэди Томпсон (фильм)
«Мисс Сэди Томпсон» (англ. Miss Sadie Thompson) — американский музыкальный фильм-драма 1953 года, снятый режиссёром, Кёртисом Бернхардтом. В главных ролях Рита Хейворт, Хосе Феррер и Чарльз Бронсон. Сюжет основан на рассказе Сомерсета Моэма, «Мисс Томпсон», позднее переименованном на «Дождь».

## Сюжет
На одинокой военной заставе липкая жара сменяется проливным дождем. Однажды корабль высаживает здесь Сэди Томпсон (Риту Хейворт), легкомысленную даму, которая сразу же становится душой компании морских пехотинцев. За ней начинает ухаживать сержант морской пехоты, Фил О'Хара. Тем временем, мистер Дэвидсон, могущественный глава миссионерского совета, который подозревает, что Сэди — беглянка из Гонолулу, думает как избавиться от неё.

## В ролях
- Рита Хейворт — Сэди Томпсон
- Хосе Феррер — Альфред Дэвидсон
- Алдо Рэй — Фил О'Хара
- Рассел Коллинз — доктор Роберт Макфэйл
- Диоса Костелло — Амина Хорн
- Гарри Беллавер — Джо Хорн
- Уилтон Графф — губернатор

## Производство
В феврале 1952 года продюсер, Джерри Уолд объявил, что у него есть права на экранизацию пьесы «Дождь». Он хотел снять ее как мюзикл.
В октябре 1953 года Уолд покинул RKO, чтобы стать вице-президентом и исполнительным продюсером Columbia Pictures. Он планировал лично выпускать два фильма в год и заявил, что одним из них будет «Дождь». В главных ролях будет Рита Хейворт, которая являлась самой популярной звездой в студии. Гарри Клейнеру было поручено написать сценарий. Были также планы снять фильм в 3-D формате.
Фильм был запрещен в некоторых городах, таких как Мемфис.